# 白金漢公園 (加利福尼亞州)
白金漢公園（英語：Buckingham Park）是位於美國加利福尼亞州萊克縣的一個非建制地區。該地的面積和人口皆未知。

## 地理
白金漢公園的座標為39°00′56″N 122°45′29″W / 39.01556°N 122.75806°W，而該地的平均海拔高度為431米（即1414英尺）。